# Campagne de Normandie (1449-1450)
Batailles
La campagne de Normandie, également appelé le recouvrement de la Normandie est une campagne militaire de la guerre de Cent Ans. Débutée le 31 juillet 1449, elle s'achève le 12 août 1450 par la reddition de Cherbourg, elle marque, avec la victoire finale du roi de France Charles VII, la fin effective des ambitions territoriales des Anglais sur la Normandie.
En raison d'une rupture de la trêve de Tours (1444) par les Anglais avec la prise surprise de Fougères, le royaume de France et le duché de Bretagne signent une alliance et déclarent la guerre à l'Angleterre le 31 juillet 1449. Pendant l'été et l'automne 1449, la campagne est menée de deux fronts : les Français s'emparent de la haute Normandie tandis que les Bretons avancent dans le Cotentin. Au printemps 1450, les deux armées se rassemblent et écrasent les forces anglaises à la bataille de Formigny le 15 avril 1450. Cette victoire permet ensuite la prise facile de Caen le 1er juillet puis Cherbourg le 12 août 1450.
En renforçant les liens entre France et Bretagne et en portant un coup décisif à la puissance anglaise, la campagne permet la reconquête de l'ensemble du duché de Normandie, dernier épisode de la guerre de Cent Ans en Normandie avant celle de la Guyenne, entre 1450 et 1453.

## Contexte
Depuis 1444 et la signature de la trêve de Tours, les hostilités ont cessé entre Français et Anglais. Le roi de France Charles VII réorganise le royaume, du point de vue financier — avec la création d'une taille permanente — comme militaire, avec la création des compagnies d'ordonnance, première forme d'une armée permanente. Ainsi, Charles VII pouvait compter en 1449 sur une armée forte de 15 à 20 000 hommes bien entraînés, bien payés. En revanche, l'Angleterre d'Henri VI est en crise. Henri VI, roi faible, laissait la réalité du pouvoir à William de la Pole, duc de Suffolk. Le pays connaît une grave crise financière, la dette atteignant 375 000 livres sterling. En conséquence, le nombre de troupes anglaises est fortement réduit, passant d'un maximum de 15 000 soldats au début du règne d'Henri VI à 5 à 6 000 hommes en 1449, dispersés en garnison dans les nombreuses places-fortes normandes. Ces hommes, pas ou mal payés, se livrent au brigandage, accentuant le ressentiment de la population. Isolées, sans espoir d'un secours faute d'une armée puissante sur le continent, ces garnisons ne pouvaient espérer résister longtemps aux sièges.
En prêtant hommage simple au roi de France Charles VII le 16 mars 1446 à Chinon, le duc de Bretagne François Ier faisait fermement basculer la Bretagne dans le camp français. Son frère Gilles est plus favorable aux Anglais et, soupçonné de vouloir s'emparer du duché, il est arrêté le 26 juin et enfermé à Châteaubriant,.
Désirant faire pression sur le duc de Bretagne pour obtenir la libération de Gilles, le roi d'Angleterre Henri VI ordonne la prise d'une ville bretonne. La mission est confiée à un capitaine mercenaire à la solde des Anglais, François de Surienne dit l’Aragonais. Parti de Condé-sur-Noireau, en Normandie, Surienne s'empare de la ville de Fougères par surprise pendant la nuit du 23 mars 1449. Devant le refus de Surienne ou d'Edmond Beaufort, duc de Somerset et lieutenant de Henri VI en France, de rendre Fougères au duc de Bretagne, les troupes françaises et bretonnes commandées par Jean de Brézé, Robert de Flocques et Jean de Clermont, s'emparent de Pont-de-l'Arche sur la Seine, commandant l'accès à Rouen. 
Français et Bretons signent une alliance contre l'Angleterre le 17 juin. Le 31 juillet, Charles VII déclare finalement la guerre à l'Angleterre, pour défendre son vassal le duc de Bretagne. Les armées françaises et bretonnes opèrent séparément. L’armée bretonne sous le commandement du duc de Bretagne et du connétable de Richemont entre en Normandie par l’ouest. L’armée française est dirigée par Jean de Dunois, des comtes d'Eu et de Saint-Pol, Pierre de Brézé et Jean de Clermont.

## Conquête de Rouen

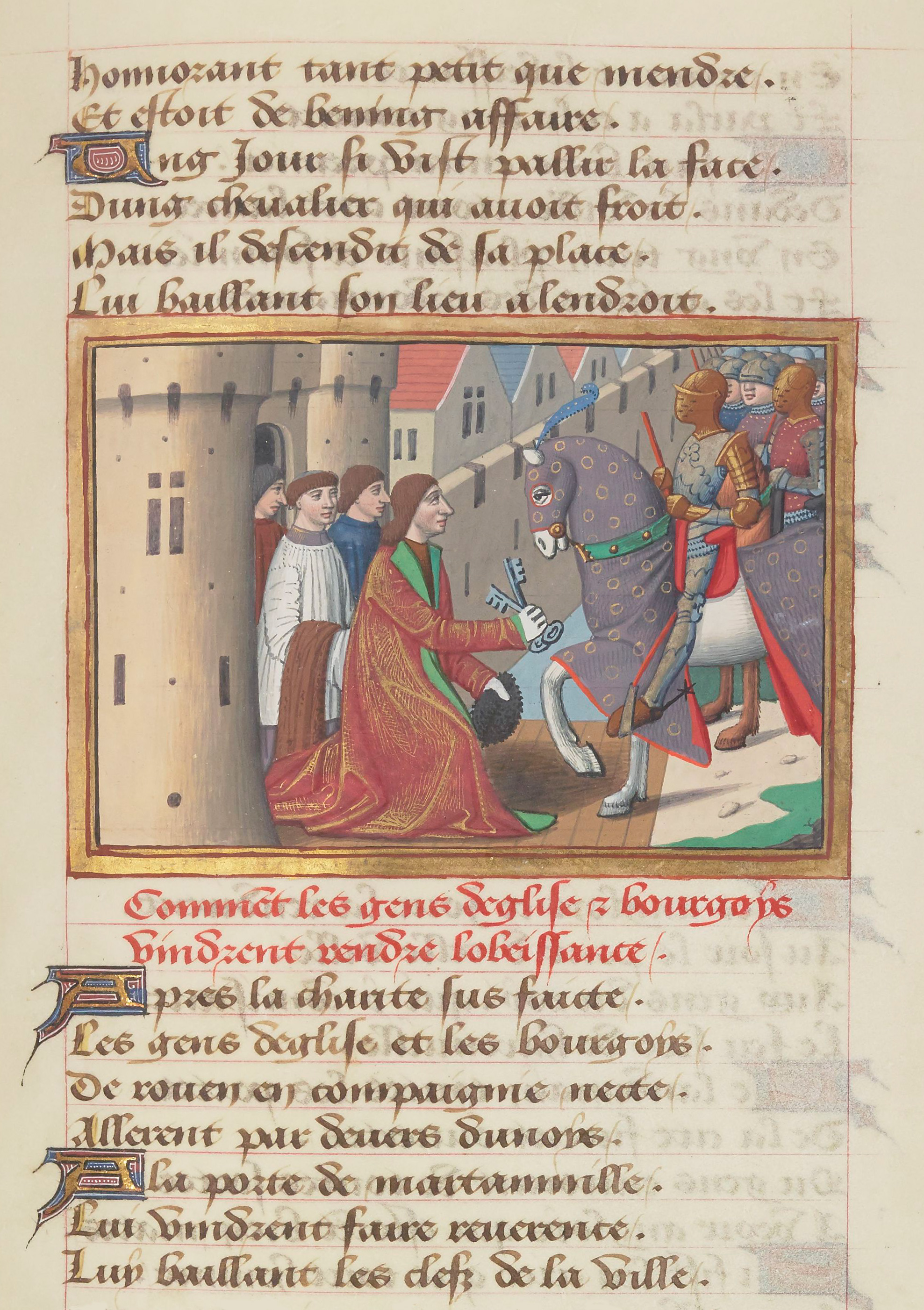
La reddition de Rouen.

Avec la prise de Pont-de-l'Arche et des places frontières comme Conches, Verneuil et Gerberoy dans les semaines suivantes, Rouen est dans une position très vulnérable. L'armée de Dunois s'empare rapidement de Pont-Audemer le 12 août, puis de Lisieux le 16 tandis que, au nord, les comtes d'Eu et de Saint-Pol s'attaquent au pays de Caux, mettent la main sur Dieppe, Fécamp et Arques. Au sud, le duc d'Alençon récupère ses terres, bien accueilli par les habitants.
À Rouen, Somerset et John Talbot tergiversent et ne tentent plus de sortir de la capitale normande à la rencontre des Français. Le 9 octobre, le roi Charles VII et son armée arrivent devant la ville — défendue par 3 à 4 000 Anglais — non sans avoir adressé auparavant aux bourgeois des lettres patentes d'amnistie. 
Le 16 octobre, plusieurs habitants aident les soldats de Dunois à s'emparer des remparts mais ils sont repoussés. En butte à l'hostilité croissante des Rouennais, les Anglais se retirent dans les trois places fortifiées de la ville : le vieux château, le palais construit par Henri V et les deux tours protégeant le pont traversant la Seine. Le 19 octobre, les portes sont ouvertes par les Rouennais et les Français entrent librement dans la ville, accentuant la pression sur Somerset. Après plusieurs jours de négociation entre Somerset et Charles VII, le gouverneur anglais capitule le 29 octobre. Talbot est gardé comme otage par les Français, contre l'évacuation des garnisons anglaises subsistantes dans le pays de Caux, le paiement d'une indemnité de 50 000 écus et la possibilité pour Somerset de se retirer à Caen.
Après une pause, l'offensive reprend le long de la Seine puisque Harfleur puis Honfleur sont prises après environ un mois de siège, respectivement le 1er janvier et le 18 février.

## Avancée des Bretons dans le Cotentin

Campagne de Normandie : sièges de l'année 1449

Avant même l'alliance formelle avec la France, les troupes bretonnes, commandées par Arthur de Richemont, oncle du duc de Bretagne et connétable de France, se rassemblent à Saint-Aubin-du-Cormier, à proximité de Fougères. Le 29 juin 1449, Richemont prend Saint-James-de-Beuvron, cité normande à la frontière bretonne. Depuis Saint-James, le maréchal de Lohéac, échoue à capturer l’îlot de Tombelaine, devant le mont Saint-Michel mais il prend d'assaut Mortain, qui tombe après une forte résistance de la garnison anglaise, avant de rentrer à Saint-James.
Malgré l'opposition du conseil du duc François Ier, Richemont parvient à le convaincre d'entrer en Normandie. En septembre, Pierre de Bretagne, frère du duc, reste devant Fougères pendant que Richemont s'avance dans le Cotentin. En raison de l'avancée des Français en haute Normandie, les garnisons anglaises du Cotentin ne pouvaient espérer de secours et les villes de Coutances puis Saint-Lô se soumettent en quelques jours. La garnison anglaise de Carentan évacue la place la veille de l'arrivée des Bretons. Après la prise de Valognes, à 20 km au sud de Cherbourg, l'armée de Richemont repart en Bretagne pour retourner sous les murs de Fougères, où Surienne ne résiste que quelques jours avant de capituler le 4 novembre.

## Bataille de Formigny

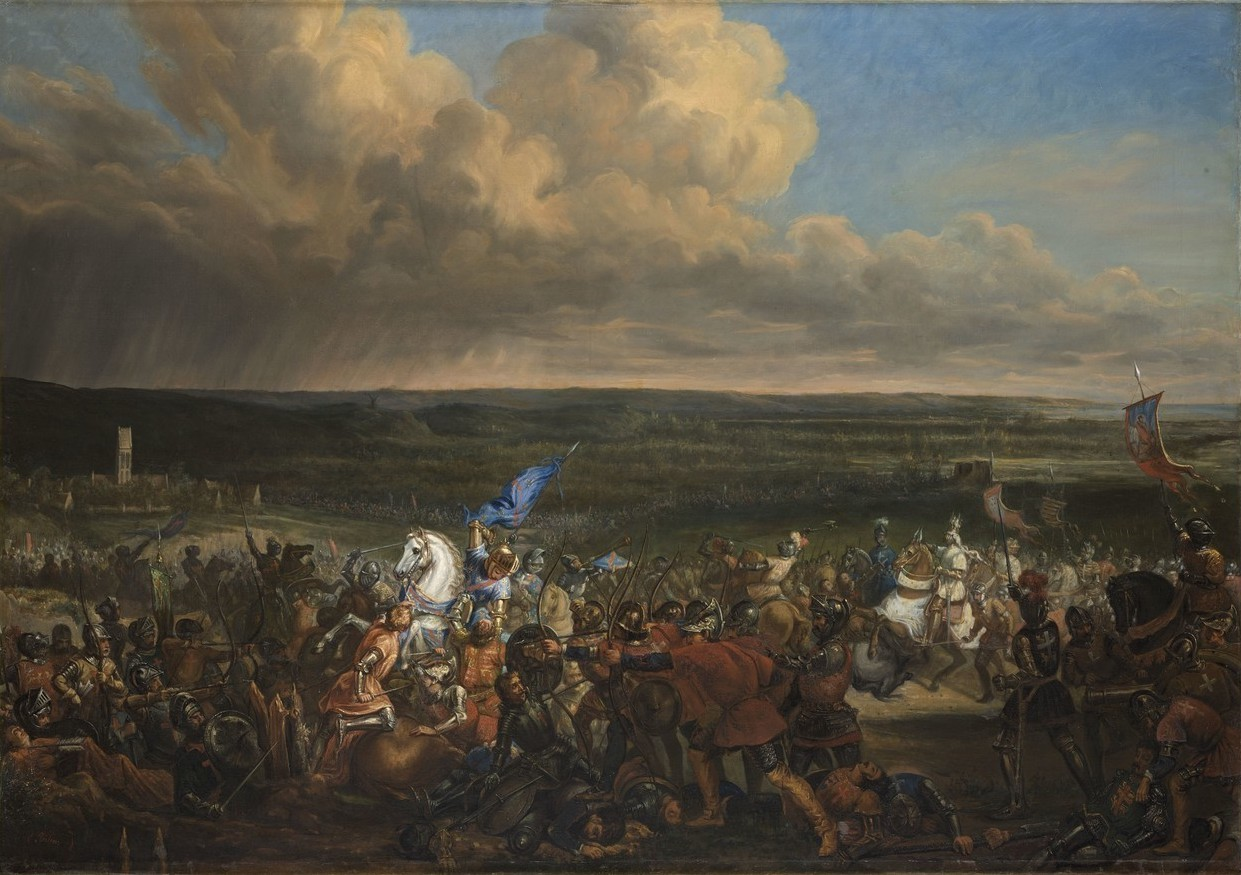
Bataille de Formigny, Rémy-Eugène Julien, v. 1840.

Manœuvres anglaises, bretonnes et françaises conduisant à la bataille de Formigny, le 15 avril 1450.

Au tournant de l'hiver, seules les places d'Avranches, Bricquebec, Saint-Sauveur-le-Vicomte, Cherbourg, Bayeux, Falaise et Caen sont encore tenues par les Anglais. À Londres, le Parlement d'Angleterre se réunit à partir du 6 novembre 1449, quelques jours après les chutes de Rouen et de Fougères. Le duc de Suffolk, très impopulaire parmi les membres du Parlement en raison de la cession du comté du Maine à la France, clause secrète prévue par la trêve de Tours, est accusé de trahison. Il parvient à faire adopter le financement d'une nouvelle armée d'environ 3 000 hommes commandée par Thomas Kyriell, avant d'être mis en mis en accusation par les Communes et arrêté à la Tour de Londres en janvier 1450.
Retenue à Portsmouth par le mauvais temps, l'armée de Kyriell ne débarque à Cherbourg que le 15 mars. Les ordres de Kyriell sont de rejoindre immédiatement les 2 000 hommes de la garnison de Caen mais, pressé par les bourgeois de Cherbourg, il met le siège devant Valognes. Pour le soutenir, Somerset fait rassembler environ 1 800 hommes tirés des garnisons de Caen, Bayeux et Vire. Valognes tombe le 10 avril, près d'un mois après l'arrivée de Kyriell dans le Cotentin. 
Ce délai permet le regroupement des Français et des Bretons. Le 12 avril, le comte Jean de Clermont, fils du duc de Bourbon, ferme la route terrestre de Caen à Carentan avec environ 2 000 à 2 500 hommes, tandis que le connétable de Richemont arrive de Bretagne et se trouve à Coutances, sur la côte ouest du Cotentin avec une force équivalente. À Carentan, Clermont écrit à Richemont pour le presser de se rendre à Saint-Lô. Le 14 avril, l'armée de Kyriell traverse la baie des Veys, franchissable à marée basse, quelques kilomètres au nord de Carentan. Résistant à la pression des habitants, Clermont — en infériorité numérique — laisse passer les Anglais, écrivant à Richemont qu'il poursuivrait Kyriell dès le lendemain matin, lui demandant de prendre également la route de Bayeux pour fixer Kyriell.
Le 15 avril, Clermont et son armée prennent la direction de Bayeux et, au début de l'après-midi, rencontrent Kyriell, qui avait arrêté sa marche autour du village de Formigny, le 14 au soir. Selon l'historien militaire britannique Alfred Burne, Kyriell — dans l'ignorance du mouvement de Richemont et donc en supériorité numérique — a voulu affronter Clermont sur un terrain plus favorable que dans les marais de Carentan, tout en pouvant espérer un secours de Somerset venu de Caen.
La bataille s'engage entre Français et Anglais et, malgré les assauts répétés des lances françaises, les Anglais résistent. Kyriell reste en position statique, ne contre-attaquant pas, quand Richemont débouche alors du sud-est, venant du village de Trévières, avec ses 2 000 soldats. Méthodiquement, le connétable se déploie dans le dos des Anglais, qui rompent leurs rangs devant un nouvel assaut de Pierre de Brézé. La défaite anglaise est totale, Kyriell est capturé, son armée éliminée,.

## Capitulation de la Normandie anglaise

Campagne de Normandie : derniers sièges de 1450.

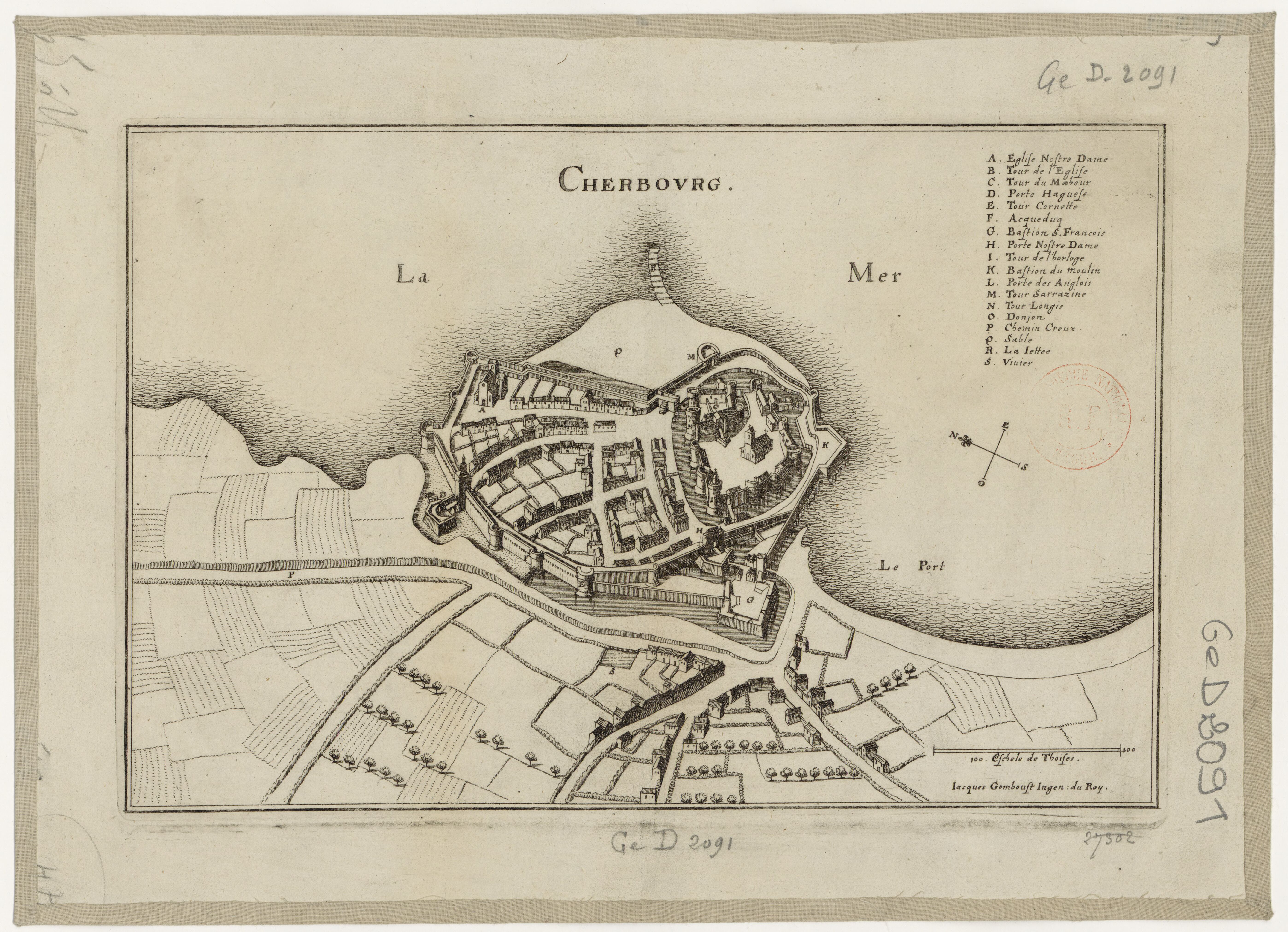
Plan en perspective cavalière de Cherbourg au XVIe siècle, par Jacques Gomboust.

Le capitaine anglais Matthew Gough parvient à rallier quelques troupes et atteint Bayeux puis Caen. L'annonce de la défaite de Kyriell fait l'effet d'un château de carte. Vire est rapidement capturée puis Clermont assiège Bayeux, où il est rejoint par Dunois, tandis que Richemont prend Avranches avec le reste des troupes bretonnes conduites par le duc François de Bretagne.
Ces villes prises, Caen est à son tour assiégée par quatre armées à partir du 5 juin : Charles VII au nord-ouest, Clermont et Richemont à l'ouest, devant l'abbaye aux Hommes, Jean de Dunois au sud à Vaucelles et le duc d'Alençon au nord-est, devant l'abbaye aux Dames. Somerset signe un accord le 24 juin, dans lequel il s'engage à remettre les clefs de la ville le 1er juillet.
Après la prise rapide de Falaise le 21 juillet par Poton de Xaintrailles, Cherbourg est la dernière place forte détenue par les Anglais en Normandie. Le 12 juillet, Clermont et Richemont mettent le siège devant le port normand, solidement défendu. L'artilleur Jean Bureau, de façon ingénieuse, place ses canons sur la grève et les isole deux fois par jour avec des peaux de bêtes pour les protéger de la marée haute. À la différence des autres villes, les Anglais se défendent en infligeant de nombreuses pertes aux troupes françaises et bretonnes, parmi lesquels l'amiral de France Prigent de Coëtivy et le compagnon d'armes de Jeanne d'Arc Tugdual de Kermoysan. Mais le 12 août 1450, le capitaine de Cherbourg Thomas Gower remet les clefs de la ville à Richemont : en une année, Charles VII a reconquis, au prix de pertes minimes, le duché de Normandie.